# Klaus Faißner
Klaus Faißner (* 1970; † 29. Dezember 2018) war ein österreichischer Journalist und Chefredakteur des Monatsmagazins Alles Roger?.

## Leben
Er studierte Umweltsystemwissenschaften an der Universität Graz. Nach seiner Tätigkeit bei der Nachrichtenagentur pressetext.austria in Wien machte er sich selbstständig und spezialisierte sich auf Umwelt- und Landwirtschaftsthemen. Seit 2003 war die Gentechnik eines seiner Hauptthemen. 2005 war er Redakteur und Hauptautor des Buches Gefahr Gentechnik, 2008 war er zusammen mit August Raggam Co-Autor des Werkes Zukunft ohne Öl.
Seine Artikel wurden u. a. in top agrar, Wiener Zeitung, Die Presse, Standard, Die Ganze Woche, Die Furche, Rheinischer Merkur, trend, Blick ins Land, Kurier und energie:bau veröffentlicht.
Er ist Gründer der „Initiative Gentechnikverbot“, die sich für ein Verbot jeglicher Gentechnik in Landwirtschaft und Lebensmitteln einsetzt. 2010 wurde er sowohl mit dem Österreichischen Solarpreis (für erneuerbare Energien) als auch mit dem internationalen „Salus-Journalisten-Sonderpreis“ für gentechnikkritische Berichterstattung ausgezeichnet.
Sein Motto war: Journalisten haben die Aufgabe, der Wachhund der Bürger zu sein, und nicht der Schoßhund der Mächtigen.
2018 ist er nach schwerer Erkrankung verstorben.

## Bücher (in Auswahl)
- Mitherausgeber mit Manfred Grössler, Gefahr Gentechnik: Irrweg und Ausweg [Experten klären auf!] (Mariahof 2005).
- Zukunft ohne Öl: Lösungen für Verkehr, Wärme und Strom (Graz 2008).
- Der Energie-Rebell: Wärme, Strom und Kraftstoff aus regionalen Quellen für jedermann! (Graz 2013).
- ... dazu mehrere Bücher im Eigenverlag.